# توم كلانسي سبلينتر سيل: إسنشلز
توم كلانسي سبلينتر سيل: إسنشلز (بالإنجليزية: Tom Clancy's Splinter Cell: Essentials)‏ ، لعبة فيديو من نوع إطلاق النار والمغامرات، أنتجت سنة 2006 ، وتعمل بنظام بلاي ستيشن بورتيبل.

## وصلات خارجية
- Official Ubisoft Site
- Official Splinter Cell Site
- Gamespot review of SC: Essentials
- EGM's review of SC: Essentials